# Fase de grupos da Copa Sul-Americana de 2023
A fase de grupos da Copa Sul-Americana de 2023 foi disputada entre 4 de abril e 29 de junho de 2023. Um total de 32 equipes participaram desta fase para decidir 16 das 24 vagas na fase final da competição. O sorteio dos grupos foi realizado em Luque, no Paraguai, em 27 de março de 2023.

## Formato
Nessa fase, cada um dos grupos foi jogado no sistema de todos contra todos. Os vencedores de cada grupo avançaram para as oitavas de final, enquanto os segundo colocados disputam os play-offs contra os terceiros colocados da fase de grupos da Copa Libertadores da América de 2023.

### Critérios de desempate
De acordo com o regulamento estabelecido para as últimas edições, os seguintes critérios foram aplicados:
1. Pontos:
2. Melhor saldo de gols entre as equipes em questão;
3. Maior número de gols marcados entre as equipes em questão;
4. Maior número de gols marcados como visitante entre as equipes em questão;
5. Ranking de clubes da CONMEBOL.

## Calendário
| Rodada   | Datas                  | Partidas                             |
| -------- | ---------------------- | ------------------------------------ |
| Rodada 1 | 4–6 de abril de 2023   | Time 4 vs. Time 2, Time 3 vs. Time 1 |
| Rodada 2 | 18–20 de abril de 2023 | Time 2 vs. Time 3, Time 1 vs. Time 4 |
| Rodada 3 | 2–4 de maio de 2023    | Time 2 vs. Time 1, Time 4 vs. Time 3 |
| Rodada 4 | 23–25 de maio de 2023  | Time 3 vs. Time 2, Time 4 vs. Time 1 |
| Rodada 5 | 6–8 de junho de 2023   | Time 1 vs. Time 2, Time 3 vs. Time 4 |
| Rodada 6 | 27–29 de junho de 2023 | Time 1 vs. Time 3, Time 2 vs. Time 4 |

## Grupos

### Grupo A
| Pos | Equipe                    | Pts | J | V | E | D | GP | GC | SG | Classificado |     | LDU | BOT | MAG | UCV |
| --- | ------------------------- | --- | - | - | - | - | -- | -- | -- | ------------ | --- | --- | --- | --- | --- |
| 1   | LDU Quito                 | 12  | 6 | 3 | 3 | 0 | 10 | 2  | +8 | Fase final   |     | —   | 0–0 | 4–0 | 3–0 |
| 2   | Botafogo                  | 10  | 6 | 2 | 4 | 0 | 10 | 5  | +5 | Play-offs    |     | 0–0 | —   | 1–1 | 4–0 |
| 3   | Magallanes                | 4   | 6 | 0 | 4 | 2 | 8  | 13 | −5 |              |     | 1–1 | 2–2 | —   | 2–2 |
| 4   | Universidad César Vallejo | 4   | 6 | 1 | 1 | 4 | 8  | 16 | −8 |              | 1–2 | 2–3 | 3–2 | —   |     |

| 4 de abril    | Universidad César Vallejo | 1 – 2     | LDU Quito                      | Estádio Mansiche, Trujillo                    |
| 19:00 (UTC−5) | Vélez 70' (pen.)          | Relatório | Alzugaray 52' · Anangonó 90+6' | Público: 2 912 Árbitro: ARG Fernando Espinoza |

| 6 de abril    | Magallanes                  | 2 – 2     | Botafogo                                | Estádio El Teniente, Rancagua   |
| 20:00 (UTC−4) | Canales 16' · Contreras 75' | Relatório | Tiquinho Soares 6' · Carlos Eduardo 58' | Árbitro: URU Cristhian Ferreyra |

| 19 de abril   | LDU Quito                                          | 4 – 0     | Magallanes | Estádio Casa Blanca, Quito              |
| 21:00 (UTC−5) | Angulo 53', 55' · Martínez 86' · Piñero 89' (g.c.) | Relatório |            | Público: 6 937 Árbitro: VEN José Argote |

| 20 de abril   | Botafogo                                                                                 | 4 – 0     | Universidad César Vallejo | Estádio Nilton Santos, Rio de Janeiro            |
| 21:00 (UTC−3) | Victor Sá 14' · Tiquinho Soares 45+3' (pen.) · Carlos Eduardo 57' · Tchê Tchê 73' (pen.) | Relatório |                           | Público: 19 486 Árbitro: ARG Maximiliano Ramírez |

| 2 de maio     | Magallanes                          | 2 – 2     | Universidad César Vallejo | Estádio El Teniente, Rancagua                |
| 20:00 (UTC−4) | Berardo 23' · Santibáñez 33' (g.c.) | Relatório | Ysique 19' · Mena 56'     | Público: 647 Árbitro: ARG Fernando Rapallini |

| 4 de maio     | Botafogo | 0 – 0     | LDU Quito | Estádio Nilton Santos, Rio de Janeiro |
| 21:00 (UTC−3) |          | Relatório |           | Árbitro: ARG Darío Herrera            |

| 23 de maio    | Magallanes   | 1 – 1     | LDU Quito       | Estádio El Teniente, Rancagua    |
| 20:00 (UTC−4) | Flores 45+8' | Relatório | Rodríguez 45+1' | Árbitro: ARG Maximiliano Ramírez |

| 25 de maio    | Universidad César Vallejo | 2 – 3     | Botafogo                                          | Estádio Mansiche, Trujillo |
| 19:00 (UTC−5) | Mena 65' · Noronha 78'    | Relatório | Victor Sá 21' · Adryelson 31' · Gustavo Sauer 37' | Árbitro: ARG Facundo Tello |

| 6 de junho    | LDU Quito | 0 – 0     | Botafogo | Estádio Casa Blanca, Quito               |
| 21:00 (UTC−5) |           | Relatório |          | Público: 11 212 Árbitro: VEN José Argote |

| 8 de junho    | Universidad César Vallejo         | 3 – 2     | Magallanes                         | Estádio Mansiche, Trujillo                   |
| 21:00 (UTC−5) | Fuentes 3' · Vélez 35' · Mena 80' | Relatório | Villanueva 42' · Zapata 89' (pen.) | Público: 325 Árbitro: ARG Leandro Rey Hilfer |

| 29 de junho   | LDU Quito                                | 3 – 0     | Universidad César Vallejo | Estádio Casa Blanca, Quito |
| 19:00 (UTC−5) | Julio 29' · Alvarado 76' · Alzugaray 88' | Relatório |                           | Árbitro: ARG Andrés Merlos |

| 29 de junho   | Botafogo           | 1 – 1     | Magallanes | Estádio Nilton Santos, Rio de Janeiro         |
| 21:00 (UTC−3) | Marlon Freitas 19' | Relatório | Zapata 80' | Público: 27 504 Árbitro: COL Bismark Santiago |

### Grupo B
| Pos | Equipe  | Pts | J | V | E | D | GP | GC | SG | Classificado |     | GUA | EME | DAN | HUR |
| --- | ------- | --- | - | - | - | - | -- | -- | -- | ------------ | --- | --- | --- | --- | --- |
| 1   | Guaraní | 11  | 6 | 3 | 2 | 1 | 9  | 7  | +2 | Fase final   |     | —   | 1–1 | 2–1 | 2–0 |
| 2   | Emelec  | 9   | 6 | 2 | 3 | 1 | 7  | 7  | 0  | Play-offs    |     | 1–1 | —   | 2–1 | 1–0 |
| 3   | Danubio | 7   | 6 | 2 | 1 | 3 | 6  | 7  | −1 |              |     | 0–2 | 2–0 | —   | 1–0 |
| 4   | Huracán | 5   | 6 | 1 | 2 | 3 | 7  | 8  | −1 |              | 4–1 | 2–2 | 1–1 | —   |     |

| 5 de abril    | Danubio             | 2 – 0     | Emelec | Estádio Centenario, Montevidéu          |
| 19:00 (UTC−3) | Millán 5' · May 90' | Relatório |        | Público: 1 968 Árbitro: COL Jhon Ospina |

| 6 de abril    | Huracán                                        | 4 – 1     | Guaraní       | Estádio Tomás Adolfo Ducó, Buenos Aires  |
| 19:00 (UTC−3) | Hezze 14' · Castro 35' · Luján 84' · Garro 90' | Relatório | Santander 18' | Público: 5 523 Árbitro: PER Kevin Ortega |

| 19 de abril   | Guaraní                            | 2 – 1     | Danubio | Estádio Manuel Ferreira, Assunção         |
| 18:00 (UTC−4) | Santander 68' (pen.) · Barceló 76' | Relatório | May 42' | Público: 912 Árbitro: BRA Flávio de Souza |

| 20 de abril   | Emelec   | 1 – 0     | Huracán | Estádio George Capwell, Guaiaquil |
| 21:00 (UTC−5) | Fara 17' | Relatório |         | Árbitro: BRA Bruno Arleu          |

| 2 de maio     | Huracán     | 1 – 1     | Danubio    | Estádio Tomás Adolfo Ducó, Buenos Aires     |
| 19:00 (UTC−3) | Novillo 69' | Relatório | Haller 24' | Público: 5 516 Árbitro: BRA Bráulio Machado |

| 3 de maio     | Guaraní       | 1 – 1     | Emelec     | Estádio Manuel Ferreira, Assunção        |
| 20:00 (UTC−4) | Santander 63' | Relatório | Cabeza 83' | Público: 877 Árbitro: BRA Wilton Sampaio |

| 25 de maio    | Danubio | 0 – 2     | Guaraní                            | Estádio Centenario, Montevidéu            |
| 19:00 (UTC−3) |         | Relatório | Santander 74' (pen.) · Cantero 80' | Público: 1 445 Árbitro: BRA Raphael Claus |

| 25 de maio    | Huracán                | 2 – 2     | Emelec                   | Estádio Tomás Adolfo Ducó, Buenos Aires |
| 21:00 (UTC−3) | Hezze 6' · Acevedo 60' | Relatório | Cabeza 18' · Bolaños 86' | Árbitro: COL Andrés Rojas               |

| 7 de junho    | Emelec     | 1 – 1     | Guaraní     | Estádio George Capwell, Guaiaquil |
| 21:00 (UTC−5) | García 13' | Relatório | Benítez 39' | Árbitro: BRA Flávio de Souza      |

| 8 de junho    | Danubio        | 1 – 0     | Huracán | Estádio Centenario, Montevidéu            |
| 19:00 (UTC−3) | May 84' (pen.) | Relatório |         | Público: 1 714 Árbitro: COL Carlos Ortega |

| 28 de junho   | Emelec                    | 2 – 1     | Danubio  | Estádio George Capwell, Guaiaquil |
| 19:00 (UTC−5) | Carabalí 36' · Lastre 64' | Relatório | Vera 68' | Árbitro: BRA Bráulio Machado      |

| 28 de junho   | Guaraní                                   | 2 – 0     | Huracán | Estádio Manuel Ferreira, Assunção       |
| 20:00 (UTC−4) | Santander 29' (pen.) · Camacho 43' (pen.) | Relatório |         | Público: 1 360 Árbitro: BRA Bruno Arleu |

### Grupo C
| Pos | Equipe              | Pts | J | V | E | D | GP | GC | SG  | Classificado |     | RBB | EST | TCY | ORI |
| --- | ------------------- | --- | - | - | - | - | -- | -- | --- | ------------ | --- | --- | --- | --- | --- |
| 1   | Red Bull Bragantino | 14  | 6 | 4 | 2 | 0 | 21 | 3  | +18 | Fase final   |     | —   | 0–0 | 7–1 | 5–0 |
| 2   | Estudiantes         | 14  | 6 | 4 | 2 | 0 | 14 | 1  | +13 | Play-offs    |     | 1–1 | —   | 4–0 | 4–0 |
| 3   | Tacuary             | 6   | 6 | 2 | 0 | 4 | 8  | 21 | −13 |              |     | 1–4 | 0–4 | —   | 3–1 |
| 4   | Oriente Petrolero   | 0   | 6 | 0 | 0 | 6 | 2  | 20 | −18 |              | 0–4 | 0–1 | 1–3 | —   |     |

| 5 de abril    | Oriente Petrolero | 0 – 1     | Estudiantes | Estádio Ramón Tahuichi Aguilera, Santa Cruz |
| 18:00 (UTC−4) |                   | Relatório | Godoy 63'   | Público: 12 881 Árbitro: ECU Franklin Congo |

| 6 de abril    | Tacuary          | 1 – 4     | Red Bull Bragantino                                                   | Estádio Defensores del Chaco, Assunção |
| 20:00 (UTC−4) | Édson Cariús 22' | Relatório | Juninho Capixaba 39' · Alerrandro 49' · Talisson 62' · Gustavinho 77' | Árbitro: URU Mathías de Armas          |

| 18 de abril   | Red Bull Bragantino                                                                  | 5 – 0     | Oriente Petrolero | Estádio Nabi Abi Chedid, Bragança Paulista     |
| 19:00 (UTC−3) | Helinho 5' · Aderlan 15' · Eduardo Sasha 33' (pen.) · Gustavinho 62' · Sorriso 90+6' | Relatório |                   | Público: 2 892 Árbitro: CHI Francisco Gilabert |

| 18 de abril   | Estudiantes                                           | 4 – 0     | Tacuary | Estádio Jorge Luis Hirschi, La Plata    |
| 21:00 (UTC−3) | Piatti 63' · Núñez 71' · Mancuso 81' · Carrillo 90+4' | Relatório |         | Público: 17 287 Árbitro: CHI Piero Maza |

| 2 de maio     | Tacuary                             | 3 – 1     | Oriente Petrolero  | Estádio Defensores del Chaco, Assunção |
| 18:00 (UTC−4) | Édson Cariús 14', 52' · Alfonso 57' | Relatório | Álvarez 29' (pen.) | Árbitro: CHI Fernando Véjar            |

| 2 de maio     | Red Bull Bragantino | 0 – 0     | Estudiantes | Estádio Nabi Abi Chedid, Bragança Paulista |
| 21:00 (UTC−3) |                     | Relatório |             | Público: 3 236 Árbitro: COL Carlos Ortega  |

| 25 de maio    | Tacuary | 0 – 4     | Estudiantes                                       | Estádio Defensores del Chaco, Assunção  |
| 18:00 (UTC−4) |         | Relatório | Godoy 56' · Boselli 59', 77' · Bareiro 75' (g.c.) | Público: 1 209 Árbitro: VEN José Argote |

| 25 de maio    | Oriente Petrolero | 0 – 4     | Red Bull Bragantino                                                   | Estádio Ramón Tahuichi Aguilera, Santa Cruz |
| 20:00 (UTC−4) |                   | Relatório | Eduardo Sasha 21' · Bruninho 30' · Lucas Evangelista 78' · Borbas 82' | Árbitro: COL Bismark Santiago               |

| 7 de junho    | Estudiantes           | 1 – 1     | Red Bull Bragantino | Estádio Jorge Luis Hirschi, La Plata |
| 21:00 (UTC−3) | Rollheiser 66' (pen.) | Relatório | Ramires 45+1'       | Árbitro: PER Kevin Ortega            |

| 8 de junho    | Oriente Petrolero | 1 – 3     | Tacuary                                       | Estádio Ramón Tahuichi Aguilera, Santa Cruz |
| 18:00 (UTC−4) | Rojas 87'         | Relatório | Valdeci 30' · Núñez 43' · Villalba 78' (g.c.) | Público: 6 894 Árbitro: URU Javier Feres    |

| 28 de junho   | Estudiantes                                                 | 4 – 0     | Oriente Petrolero | Estádio Jorge Luis Hirschi, La Plata        |
| 19:00 (UTC−3) | Boselli 29' · Carrillo 30' · Rollheiser 62' · Mancuso 90+5' | Relatório |                   | Público: 16 514 Árbitro: CHI Manuel Vergara |

| 28 de junho   | Red Bull Bragantino                                                                | 7 – 1     | Tacuary  | Estádio Nabi Abi Chedid, Bragança Paulista |
| 19:00 (UTC−3) | Sorriso 6', 29' · Lucas Evangelista 19' · Eduardo Sasha 21', 48', 49' · Borbas 87' | Relatório | Ruiz 39' | Público: 4 115 Árbitro: CHI Fernando Véjar |

### Grupo D
| Pos | Equipe                  | Pts | J | V | E | D | GP | GC | SG  | Classificado |     | SPA | TIG | TOL | APC |
| --- | ----------------------- | --- | - | - | - | - | -- | -- | --- | ------------ | --- | --- | --- | --- | --- |
| 1   | São Paulo               | 16  | 6 | 5 | 1 | 0 | 13 | 0  | +13 | Fase final   |     | —   | 2–0 | 5–0 | 2–0 |
| 2   | Tigre                   | 10  | 6 | 3 | 1 | 2 | 7  | 6  | +1  | Play-offs    |     | 0–2 | —   | 0–0 | 2–1 |
| 3   | Deportes Tolima         | 8   | 6 | 2 | 2 | 2 | 6  | 8  | −2  |              |     | 0–0 | 1–2 | —   | 3–1 |
| 4   | Academia Puerto Cabello | 0   | 6 | 0 | 0 | 6 | 2  | 14 | −12 |              | 0–2 | 0–3 | 0–2 | —   |     |

| 6 de abril    | Academia Puerto Cabello | 0 – 2     | Deportes Tolima                  | Estádio Misael Delgado, Valencia             |
| 20:00 (UTC−4) |                         | Relatório | Herazo 45+5' · Guzmán 56' (pen.) | Público: 4 908 Árbitro: PER Michael Espinoza |

| 6 de abril    | Tigre | 0 – 2     | São Paulo       | Estádio José Dellagiovanna, Victoria |
| 21:00 (UTC−3) |       | Relatório | Erison 57', 74' | Árbitro: URU Esteban Ostojich        |

| 18 de abril   | São Paulo                     | 2 – 0     | Academia Puerto Cabello | Estádio do Morumbi, São Paulo           |
| 21:30 (UTC−3) | Marcos Paulo 86' · Araújo 88' | Relatório |                         | Público: 16 827 Árbitro: BOL Ivo Méndez |

| 20 de abril   | Deportes Tolima | 1 – 2     | Tigre                      | Estádio Manuel Murillo Toro, Ibagué |
| 21:00 (UTC−5) | Boné 59'        | Relatório | Colidio 66' · Badaloni 78' | Árbitro: ECU Luis Quiroz            |

| 2 de maio     | Deportes Tolima | 0 – 0     | São Paulo | Estádio Manuel Murillo Toro, Ibagué |
| 17:00 (UTC−5) |                 | Relatório |           | Árbitro: CHI Felipe González        |

| 3 de maio     | Academia Puerto Cabello | 0 – 3     | Tigre                                          | Estádio Misael Delgado, Valencia           |
| 20:00 (UTC−4) |                         | Relatório | Retegui 24' (pen.) · Menossi 68' · Blondel 81' | Público: 3 650 Árbitro: ECU Augusto Aragón |

| 23 de maio    | Academia Puerto Cabello | 0 – 2     | São Paulo                           | Estádio Misael Delgado, Valencia         |
| 20:30 (UTC−4) |                         | Relatório | Wellington Rato 28' · Alisson 90+4' | Público: 2 254 Árbitro: ECU Bryan Loaiza |

| 24 de maio    | Tigre | 0 – 0     | Deportes Tolima | Estádio José Dellagiovanna, Victoria |
| 21:00 (UTC−3) |       | Relatório |                 | Árbitro: PER Kevin Ortega            |

| 6 de junho    | Tigre                    | 2 – 1     | Academia Puerto Cabello | Estádio José Dellagiovanna, Victoria       |
| 21:00 (UTC−3) | Luciatti 17' · Armoa 56' | Relatório | Pérez 90+6' (pen.)      | Público: 8 964 Árbitro: PER Augusto Aragón |

| 8 de junho    | São Paulo                                                      | 5 – 0     | Deportes Tolima | Estádio do Morumbi, São Paulo                |
| 19:00 (UTC−3) | Calleri 28' · Luciano 35' · Caio Paulista 37', 61' · David 77' | Relatório |                 | Público: 44 102 Árbitro: URU Leodán González |

| 27 de junho   | São Paulo                        | 2 – 0     | Tigre | Estádio do Morumbi, São Paulo                   |
| 21:30 (UTC−3) | Juan 72' · Wellington Rato 90+3' | Relatório |       | Público: 28 699 Árbitro: ECU Guillermo Guerrero |

| 27 de junho   | Deportes Tolima                   | 3 – 1     | Academia Puerto Cabello | Estádio Manuel Murillo Toro, Ibagué |
| 19:30 (UTC−5) | Guzmán 5' · Boné 27' · Herazo 43' | Relatório | Figueroa 45+1'          | Árbitro: PER Joel Alarcón           |

### Grupo E
| Pos | Equipe            | Pts | J | V | E | D | GP | GC | SG | Classificado |     | NOB | AUD | SAN | BLO |
| --- | ----------------- | --- | - | - | - | - | -- | -- | -- | ------------ | --- | --- | --- | --- | --- |
| 1   | Newell's Old Boys | 16  | 6 | 5 | 1 | 0 | 11 | 4  | +7 | Fase final   |     | —   | 1–1 | 1–0 | 3–0 |
| 2   | Audax Italiano    | 11  | 6 | 3 | 2 | 1 | 7  | 4  | +3 | Play-offs    |     | 0–1 | —   | 2–1 | 2–0 |
| 3   | Santos            | 5   | 6 | 1 | 2 | 3 | 3  | 5  | −2 |              |     | 1–2 | 0–0 | —   | 0–0 |
| 4   | Blooming          | 1   | 6 | 0 | 1 | 5 | 3  | 11 | −8 |              | 2–3 | 1–2 | 0–1 | —   |     |

| 4 de abril    | Audax Italiano | 0 – 1     | Newell's Old Boys | Estádio El Teniente, Rancagua |
| 18:00 (UTC−4) |                | Relatório | Aguirre 90+4'     | Árbitro: URU Gustavo Tejera   |

| 4 de abril    | Blooming | 0 – 1     | Santos          | Estádio Ramón Tahuichi Aguilera, Santa Cruz |
| 20:30 (UTC−4) |          | Relatório | Bauermann 90+8' | Público: 13 709 Árbitro: ECU Luis Quiroz    |

| 18 de abril   | Newell's Old Boys              | 3 – 0     | Blooming | Estádio Marcelo Bielsa, Rosário             |
| 19:00 (UTC−3) | Portillo 27', 62' · Reasco 45' | Relatório |          | Público: 9 955 Árbitro: COL Jhon Hinestroza |

| 20 de abril   | Santos | 0 – 0     | Audax Italiano | Estádio Vila Belmiro, Santos             |
| 19:00 (UTC−3) |        | Relatório |                | Público: 8 866 Árbitro: COL Andrés Rojas |

| 2 de maio     | Newell's Old Boys | 1 – 0     | Santos | Estádio Marcelo Bielsa, Rosário             |
| 21:30 (UTC−3) | Gómez 84'         | Relatório |        | Público: 10 327 Árbitro: VEN Alexis Herrera |

| 4 de maio     | Audax Italiano      | 2 – 0     | Blooming | Estádio El Teniente, Rancagua |
| 20:00 (UTC−4) | Sosa 45' · Ríos 66' | Relatório |          | Árbitro: PER Diego Haro       |

| 24 de maio    | Audax Italiano  | 2 – 1     | Santos      | Estádio El Teniente, Rancagua   |
| 20:00 (UTC−4) | Sosa 45+5', 55' | Relatório | Camacho 20' | Árbitro: URU Cristhian Ferreyra |

| 24 de maio    | Blooming                    | 2 – 3     | Newell's Old Boys                            | Estádio Ramón Tahuichi Aguilera, Santa Cruz |
| 22:00 (UTC−4) | Rafinha 12' · Léo Fenga 88' | Relatório | Gómez 36' · Latorre 58' (g.c.) · Recalde 67' | Público: 2 475 Árbitro: COL Carlos Betancur |

| 6 de junho    | Santos                     | 1 – 2     | Newell's Old Boys             | Estádio Vila Belmiro, Santos                 |
| 21:30 (UTC−3) | Marcos Leonardo 80' (pen.) | Relatório | Sforza 45+1' · Portillo 90+8' | Público: 6 204 Árbitro: VEN Jesús Valenzuela |

| 7 de junho    | Blooming       | 1 – 2     | Audax Italiano     | Estádio Ramón Tahuichi Aguilera, Santa Cruz |
| 20:00 (UTC−4) | Sinisterra 30' | Relatório | Sepúlveda 12', 38' | Público: 2 155 Árbitro: ECU Juan Andrade    |

| 29 de junho   | Santos | 0 – 0     | Blooming | Estádio Vila Belmiro, Santos               |
| 19:00 (UTC−3) |        | Relatório |          | Público: 2 891 Árbitro: ECU Augusto Aragón |

| 29 de junho   | Newell's Old Boys | 1 – 1     | Audax Italiano | Estádio Marcelo Bielsa, Rosário |
| 19:00 (UTC−3) | Méndez 90+7'      | Relatório | Cereceda 6'    | Árbitro: COL Jhon Ospina        |

### Grupo F
| Pos | Equipe             | Pts | J | V | E | D | GP | GC | SG  | Classificado |     | DYJ | AMM | MIL | PEN |
| --- | ------------------ | --- | - | - | - | - | -- | -- | --- | ------------ | --- | --- | --- | --- | --- |
| 1   | Defensa y Justicia | 15  | 6 | 5 | 0 | 1 | 15 | 8  | +7  | Fase final   |     | —   | 2–1 | 3–1 | 4–1 |
| 2   | América Mineiro    | 10  | 6 | 3 | 1 | 2 | 12 | 8  | +4  | Play-offs    |     | 2–3 | —   | 2–0 | 4–1 |
| 3   | Millonarios        | 10  | 6 | 3 | 1 | 2 | 10 | 7  | +3  |              |     | 3–0 | 1–1 | —   | 3–1 |
| 4   | Peñarol            | 0   | 6 | 0 | 0 | 6 | 4  | 18 | −14 |              | 0–3 | 1–2 | 0–2 | —   |     |

| 4 de abril    | Millonarios                        | 3 – 0     | Defensa y Justicia | Estádio El Campín, Bogotá              |
| 21:00 (UTC−5) | Castro 59' (pen.), 69' · Silva 72' | Relatório |                    | Público: 2 791 Árbitro: CHI Piero Maza |

| 5 de abril    | América Mineiro                                       | 4 – 1     | Peñarol      | Arena Independência, Belo Horizonte            |
| 21:00 (UTC−3) | Éder 3' · Mastriani 6', 56' · Wellington Paulista 68' | Relatório | Mansilla 76' | Público: 4 424 Árbitro: ECU Guillermo Guerrero |

| 19 de abril   | Defensa y Justicia   | 2 – 1     | América Mineiro | Estádio Norberto Tomaghello, Florencio Varela |
| 21:00 (UTC−3) | López 49' · Soto 51' | Relatório | Lucas Kal 63'   | Público: 5 926 Árbitro: VEN Alexis Herrera    |

| 20 de abril   | Peñarol | 0 – 2     | Millonarios              | Estádio Campeón del Siglo, Montevidéu       |
| 19:00 (UTC−3) |         | Relatório | Perlaza 54' · Cortés 65' | Público: 18 885 Árbitro: CHI Cristian Garay |

| 3 de maio     | Millonarios | 1 – 1     | América Mineiro      | Estádio El Campín, Bogotá                       |
| 19:00 (UTC−5) | Castro 16'  | Relatório | Felipe Azevedo 45+2' | Público: 25 877 Árbitro: ECU Guillermo Guerrero |

| 4 de maio     | Defensa y Justicia                               | 4 – 1     | Peñarol       | Estádio Norberto Tomaghello, Florencio Varela |
| 21:00 (UTC−3) | Sant'Anna 39', 45+1' · Fernández 70' · Togni 80' | Relatório | Rodríguez 58' | Público: 7 354 Árbitro: VEN José Argote       |

| 23 de maio    | América Mineiro             | 2 – 3     | Defensa y Justicia         | Arena Independência, Belo Horizonte    |
| 21:00 (UTC−3) | Benítez 11' · Mastriani 45' | Relatório | Togni 29', 46' · López 69' | Público: 1 967 Árbitro: BOL Ivo Méndez |

| 23 de maio    | Millonarios                                 | 3 – 1     | Peñarol          | Estádio El Campín, Bogotá   |
| 21:00 (UTC−5) | Arias 9' · Menosse 23' (g.c.) · Paredes 29' | Relatório | Arezo 49' (pen.) | Árbitro: VEN Alexis Herrera |

| 6 de junho    | Peñarol | 0 – 3     | Defensa y Justicia                     | Estádio Campeón del Siglo, Montevidéu          |
| 19:00 (UTC−3) |         | Relatório | Togni 42' · Fernández 50' · Solari 87' | Público: 5 162 Árbitro: CHI Francisco Gilabert |

| 6 de junho    | América Mineiro         | 2 – 0     | Millonarios | Arena Independência, Belo Horizonte            |
| 21:00 (UTC−3) | Aloísio 40' · Breno 70' | Relatório |             | Público: 2 325 Árbitro: ECU Guillermo Guerrero |

| 29 de junho   | Peñarol          | 1 – 2     | América Mineiro                 | Estádio Centenario, Montevidéu         |
| 21:00 (UTC−3) | S. Rodríguez 28' | Relatório | Danilo Avelar 78' · Juninho 88' | Público: 4 658 Árbitro: PER Diego Haro |

| 29 de junho   | Defensa y Justicia     | 3 – 1     | Millonarios | Estádio Norberto Tomaghello, Florencio Varela |
| 21:00 (UTC−3) | Fernández 3', 13', 60' | Relatório | Cataño 18'  | Público: 5 324 Árbitro: CHI Cristian Garay    |

### Grupo G
| Pos | Equipe             | Pts | J | V | E | D | GP | GC | SG | Classificado |     | GOI | UNI | SFE | GIM |
| --- | ------------------ | --- | - | - | - | - | -- | -- | -- | ------------ | --- | --- | --- | --- | --- |
| 1   | Goiás              | 12  | 6 | 3 | 3 | 0 | 7  | 3  | +4 | Fase final   |     | —   | 1–0 | 0–0 | 0–0 |
| 2   | Universitario      | 10  | 6 | 3 | 1 | 2 | 6  | 5  | +1 | Play-offs    |     | 2–2 | —   | 2–0 | 1–0 |
| 3   | Santa Fe           | 7   | 6 | 2 | 1 | 3 | 5  | 6  | −1 |              |     | 1–2 | 2–0 | —   | 2–1 |
| 4   | Gimnasia y Esgrima | 4   | 6 | 1 | 1 | 4 | 2  | 6  | −4 |              | 0–2 | 0–1 | 1–0 | —   |     |

| 4 de abril    | Goiás | 0 – 0     | Santa Fe | Estádio da Serrinha, Goiânia |
| 19:00 (UTC−3) |       | Relatório |          | Árbitro: CHI José Cabero     |

| 5 de abril    | Gimnasia y Esgrima | 0 – 1     | Universitario     | Estádio Juan Carmelo Zerillo, La Plata      |
| 21:00 (UTC−3) |                    | Relatório | Succar 85' (pen.) | Público: 13 193 Árbitro: URU Andrés Matonte |

| 18 de abril   | Santa Fe                       | 2 – 1     | Gimnasia y Esgrima | Estádio El Campín, Bogotá       |
| 21:00 (UTC−5) | Mantilla 57' · Rodallega 90+6' | Relatório | Lescano 41'        | Árbitro: ECU Guillermo Guerrero |

| 20 de abril   | Universitario              | 2 – 2     | Goiás                      | Estádio Monumental "U", Lima             |
| 21:00 (UTC−5) | Riveros 87' · Valera 90+6' | Relatório | Morelli 57' · Maguinho 65' | Público: 47 132 Árbitro: BOL Gery Vargas |

| 4 de maio     | Gimnasia y Esgrima | 0 – 2     | Goiás                                            | Estádio Juan Carmelo Zerillo, La Plata  |
| 19:00 (UTC−3) |                    | Relatório | Vinícius 55' (pen.) · Matheus Peixoto 82' (pen.) | Público: 9 647 Árbitro: ECU Luis Quiroz |

| 4 de maio     | Universitario                  | 2 – 0     | Santa Fe | Estádio Monumental "U", Lima                |
| 21:00 (UTC−5) | Herrera 11' · Di Benedetto 66' | Relatório |          | Público: 48 391 Árbitro: URU Gustavo Tejera |

| 23 de maio    | Gimnasia y Esgrima | 1 – 0     | Santa Fe | Estádio Juan Carmelo Zerillo, La Plata    |
| 19:00 (UTC−3) | Torres 90+2'       | Relatório |          | Público: 8 441 Árbitro: VEN Ángel Arteaga |

| 23 de maio    | Goiás     | 1 – 0     | Universitario | Estádio da Serrinha, Goiânia                   |
| 19:00 (UTC−3) | Apodi 89' | Relatório |               | Público: 9 435 Árbitro: ECU Guillermo Guerrero |

| 8 de junho    | Goiás | 0 – 0     | Gimnasia y Esgrima | Estádio da Serrinha, Goiânia           |
| 19:00 (UTC−3) |       | Relatório |                    | Público: 7 928 Árbitro: BOL Ivo Méndez |

| 8 de junho    | Santa Fe                      | 2 – 0     | Universitario | Estádio El Campín, Bogotá                   |
| 21:00 (UTC−5) | Rodallega 27' · N. Moreno 78' | Relatório |               | Público: 9 863 Árbitro: CHI Felipe González |

| 28 de junho   | Santa Fe      | 1 – 2     | Goiás                           | Estádio El Campín, Bogotá                    |
| 21:00 (UTC−5) | Rodallega 72' | Relatório | Guilherme 24' · Matheusinho 78' | Público: 16 945 Árbitro: URU Leodán González |

| 28 de junho   | Universitario | 1 – 0     | Gimnasia y Esgrima | Estádio Monumental "U", Lima                  |
| 21:00 (UTC−5) | Quispe 40'    | Relatório |                    | Público: 50 056 Árbitro: URU Esteban Ostojich |

### Grupo H
| Pos | Equipe                | Pts | J | V | E | D | GP | GC | SG  | Classificado |     | FOR | SLO | PTN | ETM |
| --- | --------------------- | --- | - | - | - | - | -- | -- | --- | ------------ | --- | --- | --- | --- | --- |
| 1   | Fortaleza             | 15  | 6 | 5 | 0 | 1 | 17 | 5  | +12 | Fase final   |     | —   | 3–2 | 4–0 | 6–1 |
| 2   | San Lorenzo           | 8   | 6 | 2 | 2 | 2 | 7  | 6  | +1  | Play-offs    |     | 0–2 | —   | 0–0 | 4–1 |
| 3   | Palestino             | 8   | 6 | 2 | 2 | 2 | 7  | 7  | 0   |              |     | 1–2 | 0–0 | —   | 1–0 |
| 4   | Estudiantes de Mérida | 3   | 6 | 1 | 0 | 5 | 4  | 17 | −13 |              | 1–0 | 0–1 | 1–5 | —   |     |

| 4 de abril    | Estudiantes de Mérida | 0 – 1     | San Lorenzo | Estádio Metropolitano, Mérida                |
| 20:00 (UTC−4) |                       | Relatório | Gattoni 33' | Público: 15 604 Árbitro: ECU Roberto Sánchez |

| 5 de abril    | Fortaleza                                                 | 4 – 0     | Palestino | Arena Castelão, Fortaleza                    |
| 19:00 (UTC−3) | Thiago Galhardo 4' · Pochettino 75', 90+4' · Lucero 90+1' | Relatório |           | Público: 26 073 Árbitro: COL Jhon Hinestroza |

| 18 de abril   | Palestino  | 1 – 0     | Estudiantes de Mérida | Estádio El Teniente, Rancagua                |
| 20:00 (UTC−4) | Dávila 53' | Relatório |                       | Público: 1 628 Árbitro: PER Michael Espinoza |

| 20 de abril   | San Lorenzo | 0 – 2     | Fortaleza                            | Estádio Nuevo Gasómetro, Buenos Aires         |
| 19:00 (UTC−3) |             | Relatório | Batalla 90' (g.c.) · Guilherme 90+2' | Público: 14 222 Árbitro: URU Esteban Ostojich |

| 3 de maio     | Palestino | 0 – 0     | San Lorenzo | Estádio El Teniente, Rancagua               |
| 18:00 (UTC−4) |           | Relatório |             | Público: 1 772 Árbitro: COL Carlos Betancur |

| 4 de maio     | Fortaleza | 6 – 1     | Estudiantes de Mérida | Arena Castelão, Fortaleza                    |
| 21:00 (UTC−3) | Yago Pikachu 29' (pen.) · Zé Welison 43' · Thiago Galhardo 72' (pen.) · Calebe 76' · Moisés 86' · Romero 90+1' | Relatório | Arenas 45+5'          | Público: 28 534 Árbitro: COL Jhon Hinestroza |

| 24 de maio    | Fortaleza                                                 | 3 – 2     | San Lorenzo     | Arena Castelão, Fortaleza   |
| 19:00 (UTC−3) | Luján 17' (g.c.) · Romero 25' · Yago Pikachu 90+7' (pen.) | Relatório | Maroni 20', 56' | Árbitro: URU Gustavo Tejera |

| 6 de junho    | Estudiantes de Mérida | 1 – 0     | Fortaleza | Estádio Metropolitano, Mérida             |
| 18:00 (UTC−4) | Zorrilla 62'          | Relatório |           | Público: 576 Árbitro: COL Jhon Hinestroza |

| 8 de junho    | San Lorenzo | 0 – 0     | Palestino | Estádio Nuevo Gasómetro, Buenos Aires   |
| 21:00 (UTC−3) |             | Relatório |           | Público: 14 110 Árbitro: PER Diego Haro |

| 27 de junho   | San Lorenzo                                          | 4 – 1     | Estudiantes de Mérida | Estádio Nuevo Gasómetro, Buenos Aires    |
| 19:00 (UTC−3) | Bareiro 45+4' (pen.), 55' · Braida 70' · Barrios 71' | Relatório | Arenas 3'             | Público: 10 088 Árbitro: BOL Gery Vargas |

| 27 de junho   | Palestino  | 1 – 2     | Fortaleza                      | Estádio El Teniente, Rancagua           |
| 18:00 (UTC−4) | Farías 76' | Relatório | Lucas Crispim 20' · Lucero 74' | Público: 871 Árbitro: COL Carlos Ortega |